# (22317) 1991 LL2
(22317) 1991 LL2 est un astéroïde de la ceinture principale d'astéroïdes découvert en 1991.

## Description
(22317) 1991 LL2 a été découvert le 6 juin 1991 à l'observatoire de La Silla, au Chili, par Eric Walter Elst.

### Caractéristiques orbitales
L'orbite de cet astéroïde est caractérisée par un demi-grand axe de 3,17 UA, un périhélie de 2,73 UA, une excentricité de 0,14 et une inclinaison de 1,86° par rapport à l'écliptique. Du fait de ces caractéristiques, à savoir un demi-grand axe compris entre 2 et 3,2 UA et un périhélie supérieur à 1,666 UA, il est classé, selon la JPL Small-Body Database, comme objet de la ceinture principale d'astéroïdes.

### Caractéristiques physiques
(22317) 1991 LL2 a une magnitude absolue (H) de 13,8 et un albédo estimé à 0,091.